# XXVII Corpo de Exército (Alemanha)
O XXVII Corpo de Exército (em alemão: XXVII. Armeekorps) foi um Corpo de Exército da Alemanha na Segunda Guerra Mundial. Foi formado no dia 26 de agosto de 1939 em Wehrkreis VII. O seu stab foi destruído no mês de junho de 1944 enquanto estava sob comando do Heeresgruppe Mitte. O stab foi restabelecido no dia 28 de julho de 1944, lutando até o término da guerra.

## Comandantes
| Comandante                                    | Data                                           |
| --------------------------------------------- | ---------------------------------------------- |
| General der Infanterie Karl Ritter von Prager | 26 de agosto de 1939 - 6 de novembro de 1939   |
| General der Infanterie Alfred Wäger           | 6 de novembro de 1939 - 23 de dezembro de 1941 |
| Generalleutnant Eccard Freiherr von Gablenz   | 23 de dezembro de 1941 - 13 de janeiro de 1942 |
| General der Infanterie Joachim Witthöft       | 13 de janeiro de 1942 - 1 de julho de 1942     |
| Generaloberst Walter Weiß                     | 1 de julho de 1942 - 3 de fevereiro de 1943    |
| Generalleutnant Karl Burdach                  | 10 de fevereiro de 1943 - 8 de junho de 1943   |
| General der Infanterie Paul Völckers          | 8 de junho de 1943 - 9 de julho de 1944        |
| General der Infanterie Paul Völckers          | 27 de julho de 1944 - 21 de outubro de 1944    |
| Generalleutnant Vinzenz Müller                | 21 de outubro de 1944 - 26 de outubro de 1944  |
| General der Artillerie Maximilian Felzmann    | 26 de outubro de 1944 - 15 de abril de 1945    |
| General der Infanterie Walter Hörnlein        | 15 de abril de 1945 - 8 de maio de 1945        |

## Chef des Stabes
| Generalmajor Hans Zorn               | 26 de agosto de 1939 - 10 de novembro de 1940 |
| Oberst i.G. Gustav Harteneck         | 10 de novembro de 1940 - 1 de outubro de 1941 |
| Oberst i.G. Gerhard Feyerabend       | 1 de outubro de 1941 - setembro de 1943       |
| Oberst i.G. Joachim Staats           | setembro de 1943 - 10 de junho de 1944        |
| Oberst i.G. Ernst Friedrich Biehler  | 27 de julho de 1944? - 4 de agosto de 1944    |
| Oberstleutnant i.G. Detlev von Plato | setembro de 1944 - outubro de 1944            |
| Oberst i.G. Wilhelm Willemer         | outubro de 1944 - abril de 1945               |

## Oficiais de Operações (Ia)
| Oberstleutnant i.G. Hans Speth                       | 26 de agosto de 1939 - 30 de setembro de 1940 |
| Oberstleutnant i.G. Heinrich Knesch                  | 1 de outubro de 1940 - maio de 1941           |
| Major i.G. Dieter Lühl                               | 21 de junho de 1941 - dezembro de 1941        |
| Major i.G. Meyer-Hübner                              | 27 de dezembro de 1941 - 14 de maio de 1942   |
| Major i.G. Dieter Lühl                               | maio de 1942 - dezembro de 1942               |
| Major i.G. Günther Reichhelm                         | janeiro de 1943 - agosto de 1943              |
| Major i.G. Burkhard Freiherr Loeffelholz von Colberg | agosto de 1943 - setembro de 1943             |
| Major i.G. Karl Wagner                               | setembro de 1943 - maio de 1944               |
| Major i.G. Gerhard Schlie                            | 10 de junho de 1944                           |
| Major i.G. Gerhard Schlie                            | reformação - janeiro de 1945                  |
| Major i.G. Helmut Müller                             | janeiro de 1945 - ?                           |

## Área de Operações
| Frente Ocidental & França      | setembro de 1939 - junho de 1941 |
| Frente Oriental, setor central | junho de 1941 - maio de 1945     |

## Serviço de Guerra
| Data              | Exército          | Grupo de Exército | Lugar                |
| ----------------- | ----------------- | ----------------- | -------------------- |
| setembro de 1939  | Armee-Abteilung A | C                 | Niederrhein          |
| outubro de 1939   | 4º Exército       | B                 | Niederrhein          |
| dezembro de 1939  | 6º Exército       | B                 | Niederrhein          |
| janeiro de 1940   | 6º Exército       | B                 | Niederrhein, Bélgica |
| junho de 1940     | 7º Exército       | C                 | Oberrhein            |
| julho de 1940     | 12º Exército      | C                 | Oeste da França      |
| setembro de 1940  | 1º Exército       | C                 | Oeste da França      |
| novembro de 1940  | 1º Exército       | D                 | Oeste da França      |
| janeiro de 1941   | 1º Exército       | D                 | Oeste da França      |
| outubro de 1941   | 9º Exército       | Mitte             | Wjasma, Rshew        |
| janeiro de 1942   | 9º Exército       | Mitte             | Rshew                |
| agosto de 1942    | 4º Exército       | Mitte             | Spass-Demjansk       |
| setembro de 1942  | 9º Exército       | Mitte             | Welish, Newel        |
| janeiro de 1943   | 9º Exército       | Mitte             | Welish, Newel        |
| abril de 1943     | 4º Exército       | Mitte             | Newel, Orsha         |
| janeiro de 1944   | 4º Exército       | Mitte             | Orscha               |
| agosto de 1944    | 4º Exército       | Mitte             | Prússia Oriental     |
| janeiro de 1945   | 2º Exército       | Mitte             | Prússia Ocidental    |
| fevereiro de 1945 | 2º Exército       | Weichsel          | Prússia Ocidental    |
| abril de 1945     | OKH-Reserve       |                   | Oder                 |

## Organização
1 de setembro de 1939
- 16ª Divisão de Infantaria
- 69ª Divisão de Infantaria
- 211ª Divisão de Infantaria
- 216ª Divisão de Infantaria

2 de novembro de 1939
- 225ª Divisão de Infantaria
- 61ª Divisão de Infantaria
- 269ª Divisão de Infantaria
- 253ª Divisão de Infantaria

1 de dezembro de 1939
- 225ª Divisão de Infantaria
- 269ª Divisão de Infantaria
- 253ª Divisão de Infantaria

15 de abril de 1940
- 253ª Divisão de Infantaria
- 269ª Divisão de Infantaria

8 de junho de 1940
- 213ª Divisão de Infantaria
- 218ª Divisão de Infantaria
- 211ª Divisão de Infantaria
- 239ª Divisão de Infantaria

3 de setembro de 1941
- 337ª Divisão de Infantaria
- 327ª Divisão de Infantaria
- 335ª Divisão de Infantaria

17 de outubro de 1941
- 86ª Divisão de Infantaria
- 162ª Divisão de Infantaria

17 de novembro de 1941
- 86ª Divisão de Infantaria
- 162ª Divisão de Infantaria
- 129ª Divisão de Infantaria

28 de dezembro de 1941
- 86ª Divisão de Infantaria
- 162ª Divisão de Infantaria
- 129ª Divisão de Infantaria
- 251ª Divisão de Infantaria

11 de janeiro de 1942
- 86ª Divisão de Infantaria
- 162ª Divisão de Infantaria
- 129ª Divisão de Infantaria
- 251ª Divisão de Infantaria

18 de fevereiro de 1942
- 129ª Divisão de Infantaria
- 110ª Divisão de Infantaria
- 161ª Divisão de Infantaria

13 de abril de 1942
- 86ª Divisão de Infantaria
- 1ª Divisão de Infantaria

10 de maio de 1942
- 86ª Divisão de Infantaria
- 1ª Divisão Panzer
- 206ª Divisão de Infantaria
- 14ª Divisão de Infantaria motorizada
- SS-Division "Das Reich"
- 251ª Divisão de Infantaria

16 de junho de 1942
- 86ª Divisão de Infantaria
- 206ª Divisão de Infantaria
- 14ª Divisão de Infantaria motorizada
- 251ª Divisão de Infantaria

1 de julho de 1942
- 251ª Divisão de Infantaria
- 253ª Divisão de Infantaria
- 206ª Divisão de Infantaria
- 14ª Divisão de Infantaria (Reserva do AOK)

22 de agosto de 1942
- 256ª Divisão de Infantaria
- 129ª Divisão de Infantaria
- 161ª Divisão de Infantaria
- 14ª Divisão de Infantaria

8 de novembro de 1942
- 95ª Divisão de Infantaria
- 72ª Divisão de Infantaria
- 256ª Divisão de Infantaria
- 6ª Divisão de Infantaria
- 129ª Divisão de Infantaria
- 87ª Divisão de Infantaria
- 251ª Divisão de Infantaria

20 de novembro de 1942
- 95ª Divisão de Infantaria
- 72ª Divisão de Infantaria
- 256ª Divisão de Infantaria
- 6ª Divisão de Infantaria
- 129ª Divisão de Infantaria
- 87ª Divisão de Infantaria
- 251ª Divisão de Infantaria
- 14ª Divisão de Infantaria (Reserva do AOK)

22 de dezembro de 1942
- 95ª Divisão de Infantaria
- 72ª Divisão de Infantaria
- 256ª Divisão de Infantaria
- 6ª Divisão de Infantaria
- 2/3 da 129ª Divisão de Infantaria
- 87ª Divisão de Infantaria
- 251ª Divisão de Infantaria
- 14ª Divisão de Infantaria motorizada
- Parte da 110ª Divisão de Infantaria
- Parte da Divisão Großdeutschland

12 de janeiro de 1943
- 95ª Divisão de Infantaria
- 72ª Divisão de Infantaria
- 256ª Divisão de Infantaria
- 6ª Divisão de Infantaria
- 129ª Divisão de Infantaria
- 87ª Divisão de Infantaria
- 251ª Divisão de Infantaria
- 9ª Divisão Panzer
- 206ª Divisão de Infantaria

4 de fevereiro de 1943
- 95ª Divisão de Infantaria
- 72ª Divisão de Infantaria
- 6ª Divisão de Infantaria
- 129ª Divisão de Infantaria

7 de julho de 1943
- 246ª Divisão de Infantaria
- 197ª Divisão de Infantaria
- 256ª Divisão de Infantaria
- 52ª Divisão de Infantaria

26 de dezembro de 1943
- 25. Panzergrenadier-Division
- 78. Sturm-Division

15 de maio de 1944
- 78. Sturm-Division
- 25ª Divisão de Infantaria
- 57ª Divisão de Infantaria

16 de setembro de 1944
- 131ª Divisão de Infantaria
- 547. Grenadier-Division
- 561. Grenadier-Division

1 de março de 1945
- 542. Volks-Grenadier-Division
- 232ª Divisão de Infantaria
- 35ª Divisão de Infantaria
- 357ª Divisão de Infantaria
- 83ª Divisão de Infantaria
- 23ª Divisão de Infantaria